# 栂野明二郎

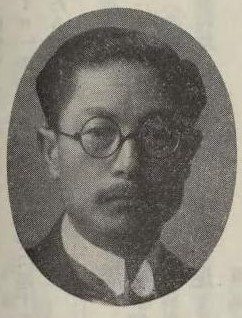
栂野明次郎

栂野 明二郎（明次郎）とがの めいじろう、明治15年（1882年）12月6日 - 昭和15年（1940年）10月20日）は、日本の発明家、実業家。新潟県立長岡高等学校卒業生名簿では「栂野明次郎」と記載されている。
新潟県長岡市出身。明治35年（1902年）に新潟県立長岡中学校を卒業する。日露戦争時に補充兵として半月の軍隊生活を送る。明治42年（1909年）に帝国大学農科大学農芸化学科（現・東京大学大学院農学生命科学研究科・農学部）を卒業した。その後、日本醤油株式会社に入社するが明治43年（1910年）に辞め、樺太庁の依嘱を受けて木屑酒精製造調査のために北米に差遣された。明治44年（1911年）に大蔵省醸造試験所技師に任官した。大正2年（1913年）に、著書『最新醤油醸造論』を著した。大正6年（1917年）に日本醸造工業株式会社を創立して専務取締役となり、大正12年（1923年）に社長となった。
昭和6年（1931年）に「醤油速醸に関する研究及醤油諸味中の細菌に就いて」で農学博士の学位を取得した。

## 特許
- 特許第23026号 栂野式自動製麹装置
- 特許第37341号 醤油速醸法